# David Giguel
David Giguel est un ancien footballeur professionnel français né le 13 novembre 1970 à Louviers. Il évoluait au poste d'attaquant.

## Biographie
Au cours de sa carrière professionnelle, David Giguel dispute 250 matchs dans le championnat de France de Division 2, principalement au FC Rouen, son club formateur. En juin 1995, en fin de contrat avec Rouen, il participe à Saint-Brevin au stage de l'UNFP destiné aux joueurs sans contrat.
En janvier 2002, il est diplômé du DEF (Diplôme d'entraîneur de football). Après avoir mis un terme à sa carrière de footballeur en 2003, David Giguel poursuit une carrière d'entraîneur dans des clubs amateurs : le FC Marmande (2003-2004) ou encore l'Eu FC (2004-2007). 
De 2008 à 2015, il fait le grand saut et occupe un poste de directeur technique au Qatar SC.
Néanmoins, David Giguel retrouve la Normandie et le banc de touche puisqu'il devient entraîneur du FC Dieppe (CFA) à l'été 2015. Après une première saison plutôt réussie, la deuxième année est plus difficile. En raison des mauvais résultats et de relations difficiles avec le président Coquelet, le club dieppois remercie David Giguel en mars 2017.
Celui-ci rebondit rapidement puisqu'il prend place sur le banc de l'AL Déville-Maromme (Régional 1). Sous sa houlette et au terme d'une saison exceptionnelle, Déville-Maromme devient champion de Régional 1 et accède au championnat de National 3 Normandie.
Néanmoins, toujours attaché au FCR qui est son club formateur et de cœur, David Giguel fait son grand retour au FC Rouen et entraînera les Diables Rouges pour la saison 2018-2019.